# Żelazków (gromada)
Żelazków – dawna gromada, czyli najmniejsza jednostka podziału terytorialnego Polskiej Rzeczypospolitej Ludowej w latach 1954–1972.
Gromady, z gromadzkimi radami narodowymi (GRN) jako organami władzy najniższego stopnia na wsi, funkcjonowały od reformy reorganizującej administrację wiejską przeprowadzonej jesienią 1954 do momentu ich zniesienia z dniem 1 stycznia 1973, tym samym wypierając organizację gminną w latach 1954–1972.
Gromadę Żelazków z siedzibą GRN w Żelazkowie utworzono – jako jedną z 8759 gromad na obszarze Polski – w powiecie kaliskim w woj. poznańskim, na mocy uchwały nr 22/54 WRN w Poznaniu z dnia 5 października 1954. W skład jednostki weszły obszary dotychczasowych gromad Żelazków, Czartki i Ilno oraz miejscowości Góry Zborowskie i Zborów (bez parceli Nr Nr 8, 9 i 11–17) z dotychczasowej gromady Zborów ze zniesionej gminy Zborów w tymże powiecie. Dla gromady ustalono 12 członków gromadzkiej rady narodowej.
1 stycznia 1960 do gromady Żelazków włączono obszar zniesionej gromady Goliszew w tymże powiecie.
4 lipca 1968 do gromady Żelazków włączono miejscowości Anielin, Garzew, Tykadłów i Złotniki Małe ze zniesionej gromady Tykadłów w tymże powiecie.
Gromada przetrwała do końca 1972 roku, czyli do kolejnej reformy gminnej. 1 stycznia 1973 w powiecie kaliskim utworzono gminę Żelazków.